# Дрегоєшть (комуна, Вилча)
Дрегоєшть, Дрегоєшті (рум. Drăgoești) — комуна у повіті Вилча в Румунії. До складу комуни входять такі села (дані про населення за 2002 рік):
- Бучумень (362 особи)
- Джамена (482 особи)
- Дрегоєшть (1481 особа) — адміністративний центр комуни

Комуна розташована на відстані 148 км на захід від Бухареста, 32 км на південь від Римніку-Вилчі, 66 км на північний схід від Крайови, 138 км на південний захід від Брашова.

## Населення
За даними перепису населення 2002 року у комуні проживали 2325 осіб, усі — румуни. Усі жителі комуни рідною мовою назвали румунську. За віросповіданням усі жителі комуни — православні.

## Зовнішні посилання
- Дані про комуну Дрегоєшть на сайті Ghidul Primăriilor [Архівовано 13 січня 2012 у Wayback Machine.]